# Galago thomasi
El gálago de Thomas (Galagoides thomasi) es una especie de primate estrepsirrino de la familia Galagidae. Se encuentra en Angola, Burundi, Camerún, República Democrática del Congo, Guinea Ecuatorial, Gabón, Kenia, Malaui, Nigeria, Ruanda, Tanzania y Uganda.